# Ronde van Portugal 2013
De 75e editie van de wielerwedstrijd Ronde van Portugal (Portugees: Volta a Portugal 2013) werd gehouden van 7 augustus tot en met 18 augustus 2013 in Portugal. De meerdaagse wielerkoers maakte deel uit van de UCI Europe Tour 2013. Titelverdediger was de Spanjaard David Blanco. De Portugees Alejandro Marque won deze editie.

## Deelnemende ploegen
Professionele continentale ploegen
- Caja Rural
- MTN-Qhubeka
- Unitedhealthcare Pro Cycling
- Sojasun
- IAM Cycling
- Team RusVelo
- Bretagne-Séché Environnement

Continentale ploegen
- LA Aluminios-Antarte
- Efapel-Glassdrive
- Onda-Boavista
- Louletano-Dunas Douradas
- Banco BiC – Carmim
- OFM-Valongo
- Cyclingteam De Rijke
- Continental Team Astana
- Ceramica Flaminia-Fondriest
- Leopard-Trek Continental Team

## Etappe-overzicht
| etappe | datum       | start                 | finish               | afstand               | winnaar              | klassementsleider   |
| ------ | ----------- | --------------------- | -------------------- | --------------------- | -------------------- | ------------------- |
| 1e     | 7 augustus  | Lissabon              | Lissabon             | 5 km (Ploegentijdrit) | Cyclingteam De Rijke | Christoph Pfingsten |
| 2e     | 8 augustus  | Bombarral             | Aveiro               | 203.3 km              | Aleksandr Serov      | Christoph Pfingsten |
| 3e     | 9 augustus  | Oliveira de Azeméis   | Viana do Castelo     | 186.8 km              | Rui Sousa            | Marcel Wyss         |
| 4e     | 10 augustus | Trofa                 | Fafe                 | 165.8 km              | Delio Fernandez Cruz | Marcel Wyss         |
| 5e     | 11 augustus | Arouca                | Mondim de Basto      | 181.4 km              | Sergio Pardilla      | Sergio Pardilla     |
| 6e     | 12 augustus | Lousada               | Oliveira do Bairro   | 177.3 km              | Manuel Cardoso       | Sergio Pardilla     |
|        | 13 augustus | Rustdag               | Rustdag              | Rustdag               | Rustdag              | Rustdag             |
| 7e     | 14 augustus | Sertã                 | Castelo Branco       | 180 km                | Maxime Daniel        | Sergio Pardilla     |
| 8e     | 15 augustus | Termas de Monfortinho | Gouveia              | 176.3 km              | Raúl Alarcón         | Sergio Pardilla     |
| 9e     | 16 augustus | Oliveira do Hospital  | Seia (alto da Torre) | 166.3 km              | Gustavo César Veloso | Rui Sousa           |
| 10e    | 17 augustus | Sabugal               | Guarda               | 35.5 km (ITR)         | Alejandro Marque     | Alejandro Marque    |
| 11e    | 18 augustus | Viseu                 | Viseu                | 130 km                | Jake Keough          | Alejandro Marque    |

## Etappe-uitslagen

### 1e etappe
| Lissabon - Lissabon (5 km (Ploegentijdrit)) |                               |        |
| Plaats                                      | Ploeg                         | Tijd   |
|                                             | Cyclingteam De Rijke          | 06'39" |
| 2                                           | Leopard-Trek Continental Team | +2"    |
| 3                                           | Sojasun                       | +3"    |

| Algemeen klassement |                     |                      |        |
| Plaats              | Naam                | Ploeg                | Tijd   |
| Gele trui           | Christoph Pfingsten | Cyclingteam De Rijke | 06'39" |
| 2                   | Bas Stamsnijder     | Cyclingteam De Rijke | z.t.   |
| 3                   | Kobus Hereijgers    | Cyclingteam De Rijke | z.t.   |
|                     |                     |                      |        |
| 4                   | Sean De Bie         | Leopard-Trek CT      | +2"    |

### 2e etappe
| Bombarral - Aveiro (203.3 km) |                   |                      |          |
| Plaats                        | Naam              | Ploeg                | Tijd     |
| Winnaar                       | Aleksandr Serov   | Team RusVelo         | 5u58'20" |
| 2                             | Maxime Daniel     | Sojasun              | z.t.     |
| 3                             | Manuel Cardoso    | Caja Rural           | z.t.     |
|                               |                   |                      |          |
| 28                            | Sean De Bie       | Leopard-Trek CT      | z.t.     |
| 55                            | Coen Vermeltfoort | Cyclingteam De Rijke | z.t.     |

| Algemeen klassement |                     |                      |          |
| Plaats              | Naam                | Ploeg                | Tijd     |
| Gele trui           | Christoph Pfingsten | Cyclingteam De Rijke | 6u04'59" |
| 2                   | Bas Stamsnijder     | Cyclingteam De Rijke | z.t.     |
| 3                   | Fábio Silvestre     | Leopard-Trek CT      | +2"      |
|                     |                     |                      |          |
| 4                   | Sean De Bie         | Leopard-Trek CT      | +2"      |

### 3e etappe
| Oliveira de Azeméis - Viana do Castelo (186.8 km) |                     |                             |          |
| Plaats                                            | Naam                | Ploeg                       | Tijd     |
| Winnaar                                           | Rui Sousa           | Efapel-Glassdrive           | 4u41'21" |
| 2                                                 | Matteo Fedi         | Ceramica Flaminia-Fondriest | z.t.     |
| 3                                                 | Aleksejs Saramotins | IAM Cycling                 | z.t.     |
|                                                   |                     |                             |          |
| 69                                                | Huub Duyn           | Cyclingteam De Rijke        | +53"     |
| 112                                               | Sean De Bie         | Leopard-Trek CT             | +3'37"   |

| Algemeen klassement |             |                      |           |
| Plaats              | Naam        | Ploeg                | Tijd      |
| Gele trui           | Marcel Wyss | IAM Cycling          | 10u46'27" |
| 2                   | César Fonte | Efapel-Glassdrive    | +4"       |
| 3                   | Rui Sousa   | Efapel-Glassdrive    | +4"       |
|                     |             |                      |           |
| 66                  | Huub Duyn   | Cyclingteam De Rijke | +1'10"    |
| 94                  | Sean De Bie | Leopard-Trek CT      | +3'32"    |

### 4e etappe
| Trofa - Fafe (165.8 km) |                      |                      |          |
| Plaats                  | Naam                 | Ploeg                | Tijd     |
| Winnaar                 | Delio Fernandez Cruz | OFM-Valongo          | 4u25'44" |
| 2                       | Alejandro Marque     | OFM-Valongo          | z.t.     |
| 3                       | Fabien Schmidt       | Sojasun              | z.t.     |
|                         |                      |                      |          |
| 33                      | Huub Duyn            | Cyclingteam De Rijke | +28"     |
| 122                     | Sean De Bie          | Leopard-Trek CT      | +8'21"   |

| Algemeen klassement |             |                      |           |
| Plaats              | Naam        | Ploeg                | Tijd      |
| Gele trui           | Marcel Wyss | IAM Cycling          | 15u12'11" |
| 2                   | César Fonte | Efapel-Glassdrive    | +4"       |
| 3                   | Rui Sousa   | Efapel-Glassdrive    | +4"       |
|                     |             |                      |           |
| 48                  | Huub Duyn   | Cyclingteam De Rijke | +1'38"    |
| 112                 | Sean De Bie | Leopard-Trek CT      | +11'53"   |

### 5e etappe
| Arouca - Mondim de Basto (181.4 km) |                 |                      |          |
| Plaats                              | Naam            | Ploeg                | Tijd     |
| Winnaar                             | Sergio Pardilla | MTN-Qhubeka          | 5u13'31" |
| 2                                   | Edgar Pinto     | LA Aluminios-Antarte | +7"      |
| 3                                   | Rui Sousa       | Efapel-Glassdrive    | +7"      |
|                                     |                 |                      |          |
| 40                                  | Huub Duyn       | Cyclingteam De Rijke | +10'43"  |
| 117                                 | Sean De Bie     | Leopard-Trek CT      | +30'16"  |

| Algemeen klassement |                      |                      |           |
| Plaats              | Naam                 | Ploeg                | Tijd      |
| Gele trui           | Sergio Pardilla      | MTN-Qhubeka          | 20u25'53" |
| 2                   | Rui Sousa            | Efapel-Glassdrive    | z.t.      |
| 3                   | Gustavo César Veloso | OFM-Valongo          | +7"       |
|                     |                      |                      |           |
| 41                  | Huub Duyn            | Cyclingteam De Rijke | +11'42"   |
| 115                 | Sean De Bie          | Leopard-Trek CT      | +41'58"   |

### 6e etappe
| Lousada - Oliveira do Bairro (177.3 km) |                      |                      |          |
| Plaats                                  | Naam                 | Ploeg                | Tijd     |
| Winnaar                                 | Manuel Cardoso       | Caja Rural           | 4u20'47" |
| 2                                       | Delio Fernandez Cruz | OFM-Valongo          | z.t.     |
| 3                                       | Fábio Silvestre      | Leopard-Trek CT      | z.t.     |
|                                         |                      |                      |          |
| 47                                      | Sjoerd Kouwenhoven   | Cyclingteam De Rijke | z.t.     |
| 125                                     | Sean De Bie          | Leopard-Trek CT      | +30'05"  |

| Algemeen klassement |                      |                      |           |
| Plaats              | Naam                 | Ploeg                | Tijd      |
| Gele trui           | Sergio Pardilla      | MTN-Qhubeka          | 24u46'40" |
| 2                   | Rui Sousa            | Efapel-Glassdrive    | z.t.      |
| 3                   | Gustavo César Veloso | OFM-Valongo          | +7"       |
|                     |                      |                      |           |
| 51                  | Sjoerd Kouwenhoven   | Cyclingteam De Rijke | +22'20"   |
| 128                 | Sean De Bie          | Leopard-Trek CT      | +1u12'03" |

### 7e etappe
| Sertã - Castelo Branco (180 km) |                 |                             |          |
| Plaats                          | Naam            | Ploeg                       | Tijd     |
| Winnaar                         | Maxime Daniel   | Sojasun                     | 4u34'36" |
| 2                               | Andrea Piechele | Ceramica Flaminia-Fondriest | z.t.     |
| 3                               | Fábio Silvestre | Leopard-Trek CT             | z.t.     |
|                                 |                 |                             |          |
| 25                              | Bas Stamsnijder | Cyclingteam De Rijke        | z.t.     |
| 129                             | Sean De Bie     | Leopard-Trek CT             | +7'17"   |

| Algemeen klassement |                      |                      |           |
| Plaats              | Naam                 | Ploeg                | Tijd      |
| Gele trui           | Sergio Pardilla      | MTN-Qhubeka          | 29u21'16" |
| 2                   | Rui Sousa            | Efapel-Glassdrive    | z.t.      |
| 3                   | Gustavo César Veloso | OFM-Valongo          | +7"       |
|                     |                      |                      |           |
| 50                  | Sjoerd Kouwenhoven   | Cyclingteam De Rijke | +22'20"   |
| 130                 | Sean De Bie          | Leopard-Trek CT      | +1u19'20" |

### 8e etappe
| Termas de Monfortinho - Gouveia (176.3 km) |                       |                          |          |
| Plaats                                     | Naam                  | Ploeg                    | Tijd     |
| Winnaar                                    | Raúl Alarcón          | Louletano-Dunas Douradas | 4u45'45" |
| 2                                          | Edgar Pinto           | LA Aluminios-Antarte     | +1'30    |
| 3                                          | Célio Cristiano Sousa | Onda-Boavista            | +1'30"   |
|                                            |                       |                          |          |
| 20                                         | Huub Duyn             | Cyclingteam De Rijke     | +2'17"   |
| 104                                        | Sean De Bie           | Leopard-Trek CT          | +30'03"  |

| Algemeen klassement |                      |                      |           |
| Plaats              | Naam                 | Ploeg                | Tijd      |
| Gele trui           | Sergio Pardilla      | MTN-Qhubeka          | 34u08'31" |
| 2                   | Rui Sousa            | Efapel-Glassdrive    | z.t.      |
| 3                   | Gustavo César Veloso | OFM-Valongo          | +7"       |
|                     |                      |                      |           |
| 54                  | Huub Duyn            | Cyclingteam De Rijke | +42'34"   |
| 128                 | Sean De Bie          | Leopard-Trek CT      | +1u47'53" |

### 9e etappe
| Oliveira do Hospital - Seia (alto da Torre) (166.3 km) |                              |                      |          |
| Plaats                                                 | Naam                         | Ploeg                | Tijd     |
| Winnaar                                                | Gustavo César Veloso         | OFM-Valongo          | 5u03'26" |
| 2                                                      | Rui Sousa                    | Efapel-Glassdrive    | +1"      |
| 3                                                      | Daniel Eduardo Moreira Silva | Onda-Boavista        | +6"      |
|                                                        |                              |                      |          |
| 40                                                     | Sjoerd Kouwenhoven           | Cyclingteam De Rijke | +24'11"  |
| 115                                                    | Sean De Bie                  | Leopard-Trek CT      | +44'05"  |

| Algemeen klassement |                      |                      |           |
| Plaats              | Naam                 | Ploeg                | Tijd      |
| Gele trui           | Rui Sousa            | Efapel-Glassdrive    | 39u11'58" |
| 2                   | Gustavo César Veloso | OFM-Valongo          | +6"       |
| 3                   | Hernâni Brôco        | Efapel-Glassdrive    | +31"      |
|                     |                      |                      |           |
| 49                  | Sjoerd Kouwenhoven   | Cyclingteam De Rijke | +1u07'30" |
| 126                 | Sean De Bie          | Leopard-Trek CT      | +2u31'57" |

### 10e etappe
| Sabugal - Guarda (35.5 km (ITR)) |                      |                      |        |
| Plaats                           | Naam                 | Ploeg                | Tijd   |
| Winnaar                          | Alejandro Marque     | OFM-Valongo          | 49'06" |
| 2                                | Gustavo César Veloso | OFM-Valongo          | +36"   |
| 3                                | Rui Sousa            | Efapel-Glassdrive    | +1'28" |
|                                  |                      |                      |        |
| 7                                | Dion Beukeboom       | Cyclingteam De Rijke | +2'28" |
| 91                               | Sean De Bie          | Leopard-Trek CT      | +7'15" |

| Algemeen klassement |                      |                      |           |
| Plaats              | Naam                 | Ploeg                | Tijd      |
| Gele trui           | Alejandro Marque     | OFM-Valongo          | 40u01'42" |
| 2                   | Gustavo César Veloso | OFM-Valongo          | +4"       |
| 3                   | Rui Sousa            | Efapel-Glassdrive    | +50"      |
|                     |                      |                      |           |
| 49                  | Sjoerd Kouwenhoven   | Cyclingteam De Rijke | +1u14'52" |
| 126                 | Sean De Bie          | Leopard-Trek CT      | +2u38'34" |

### 11e etappe
| Viseu - Viseu (130 km) |                 |                              |          |
| Plaats                 | Naam            | Ploeg                        | Tijd     |
| Winnaar                | Jake Keough     | Unitedhealthcare Pro Cycling | 3u00'38" |
| 2                      | Maxime Daniel   | Sojasun                      | z.t.     |
| 3                      | Filippo Baggio  | Ceramica Flaminia-Fondriest  | z.t.     |
|                        |                 |                              |          |
| 12                     | Bas Stamsnijder | Cyclingteam De Rijke         | z.t.     |
| 124                    | Sean De Bie     | Leopard-Trek CT              | +3'32"   |

## Eindklassementen
| Plaats    | Naam                         | Ploeg                | Tijd      |
| --------- | ---------------------------- | -------------------- | --------- |
| Gele trui | Alejandro Marque             | OFM-Valongo          | 43u02'20" |
| 2         | Gustavo César Veloso         | OFM-Valongo          | +4"       |
| 3         | Rui Sousa                    | Efapel-Glassdrive    | +50"      |
| 4         | Edgar Pinto                  | LA Aluminios-Antarte | +2'44"    |
| 5         | Hernâni Brôco                | Efapel-Glassdrive    | +2'57"    |
| 6         | Daniel Eduardo Moreira Silva | Onda-Boavista        | +2'59"    |
| 7         | Marcel Wyss                  | IAM Cycling          | +3'14"    |
| 8         | Virgilio Santos              | Onda-Boavista        | +5'23"    |
| 9         | Nuno Ribeiro                 | Efapel-Glassdrive    | +6'49"    |
| 10        | Célio Cristiano Sousa        | Onda-Boavista        | +7'49"    |
|           |                              |                      |           |
| 49        | Sjoerd Kouwenhoven           | Cyclingteam De Rijke | +1u15'08" |
| 126       | Sean De Bie                  | Leopard-Trek CT      | +2u42'06" |

| Plaats    | Naam           | Ploeg                | Punten |
| --------- | -------------- | -------------------- | ------ |
| Rode trui | Manuel Cardoso | Caja Rural           | 85     |
| 2         | Rui Sousa      | Efapel-Glassdrive    | 85     |
| 3         | Edgar Pinto    | LA Aluminios-Antarte | 85     |
|           |                |                      |        |
| 37        | Dion Beukeboom | Cyclingteam De Rijke | 6      |

| Plaats      | Naam               | Ploeg                | Punten |
| ----------- | ------------------ | -------------------- | ------ |
| Blauwe trui | Marcio Barbosa     | LA Aluminios-Antarte | 104    |
| 2           | Sérgio Sousa       | Efapel-Glassdrive    | 41     |
| 3           | Joni Brandão       | Efapel-Glassdrive    | 38     |
|             |                    |                      |        |
| 38          | Ronan van Zandbeek | Cyclingteam De Rijke | 3      |

| Plaats     | Naam               | Ploeg                   | Tijd      |
| ---------- | ------------------ | ----------------------- | --------- |
| Witte trui | Vladislav Gorbunov | Continental Team Astana | 43u10'44" |
| 2          | Jan Hirt           | Leopard-Trek CT         | +4'22"    |
| 3          | Rafael Silva       | LA Aluminios-Antarte    | +9'12"    |
|            |                    |                         |           |
| 10         | Sjoerd Kouwenhoven | Cyclingteam De Rijke    | +1u06'44" |
| 36         | Sean De Bie        | Leopard-Trek CT         | +2u33'42" |

| Plaats | Ploeg             | Tijd       |
| ------ | ----------------- | ---------- |
|        | Efapel-Glassdrive | 129u01'25" |
| 2      | OFM-Valongo       | +11"       |
| 3      | Onda-Boavista     | +6'04"     |

Mannen: 1927 · 
1928–1930 · 
1931 · 
1932 · 
1933 · 
1934 · 
1935 · 
1936–1937 · 
1938 · 
1939 · 
1940 · 
1941 · 
1942–1945 · 
1946 · 
1947 · 
1948 · 
1949 · 
1950 · 
1951 · 
1952 · 
1953 · 
1954 · 
1955 · 
1956 · 
1957 · 
1958 · 
1959 · 
1960 · 
1961 · 
1962 · 
1963 · 
1964 · 
1965 · 
1966 · 
1967 · 
1968 · 
1969 · 
1970 · 
1971 · 
1972 · 
1973 · 
1974 · 
1975 · 
1976 · 
1977 · 
1978 · 
1979 · 
1980 · 
1981 · 
1982 · 
1983 · 
1984 · 
1985 · 
1986 · 
1987 · 
1988 · 
1989 · 
1990 · 
1991 · 
1992 · 
1993 · 
1994 · 
1995 · 
1996 · 
1997 · 
1998 · 
1999 · 
2000 · 
2001 · 
2002 · 
2003 · 
2004 · 
2005 · 
2006 · 
2007 · 
2008 · 
2009 · 
2010 · 
2011 · 
2012 · 
2013 · 
2014 · 
2015 · 
2016 · 
2017 ·
2018 · 
2019 · 
2020 ·
2021 ·
2022 ·
2023 · 2024 · 2025
Vrouwen: 2021 · 2022 · 2023 · 2024 · 2025
Etappewedstrijden

 Ster van Bessèges · 
 Ronde van de Middellandse Zee · 
 Ruta del Sol · 
 Ronde van de Algarve · 
 Ronde van de Haut-Var · 
 Driedaagse van West-Vlaanderen · 
 Internationale Wielerweek · 
 Internationaal Wegcriterium · 
 Driedaagse van De Panne-Koksijde · 
 Ronde van de Sarthe · 
 Ronde van Trentino · 
 Ronde van Turkije · 
 Ronde van Asturië · 
 Vierdaagse van Duinkerke · 
 Ronde van Azerbeidzjan · 
 Szlakiem Grodòw Piastowskich · 
 Ronde van Castilië en León · 
 Ronde van Picardië · 
 Ronde van Noorwegen · 
 World Ports Classic · 
 Ronde van Beieren · 
 Ronde van België · 
 Tour des Fjords · 
 Ronde van Estland · 
 Ronde van Luxemburg · 
 Boucles de la Mayenne · 
 Ster ZLM Toer · 
 Ronde van Slovenië · 
 Route du Sud · 
 Ronde van Oostenrijk · 
 Sibiu Cycling Tour · 
 Ronde van Wallonië · 
 Ronde van Portugal · 
 Ronde van Denemarken · 
 Ronde van de Ain · 
 Ronde van Burgos · 
 Arctic Race of Norway · 
 Ronde van de Limousin · 
 Ronde van Poitou-Charentes · 
 Wielerweek van Lombardije · 
 Ronde van Groot-Brittannië · 
 Ronde van Gévaudan Languedoc-Roussillon · 
 Eurométropole Tour
Eendaagse wedstrijden

 GP La Marseillaise · 
 Grote Prijs van de Etruskische Kust · 
 Trofeo Palma · 
 Trofeo Ses Salines · 
 Trofeo Serra de Tramuntana · 
 Trofeo Platja de Muro · 
 Trofeo Laigueglia · 
 Ronde van Murcia · 
 Omloop Het Nieuwsblad · 
 Classic Sud Ardèche · 
 GP Lugano · 
 Clásica de Almería · 
 Kuurne-Brussel-Kuurne · 
 La Drôme Classic · 
 Le Samyn · 
 GP Città di Camaiore · 
 Strade Bianche · 
 Roma Maxima · 
 Ronde van Drenthe · 
 Dwars door Drenthe · 
 Nokere Koerse · 
 GP Nobili Rubinetterie · 
 Handzame Classic · 
 Classic Loire-Atlantique · 
 Grote Prijs van Cholet-Pays de Loire · 
 Dwars door Vlaanderen · 
 Route Adélie de Vitré · 
 Volta Limburg Classic · 
 Grote Prijs Miguel Indurain · 
 Ronde van La Rioja · 
 Scheldeprijs · 
 GP Pino Cerami · 
 Klasika Primavera · 
 Parijs-Camembert · 
 Brabantse Pijl · 
 GP Denain · 
 Ronde van de Finistère · 
 Tro Bro Léon · 
 Ronde van Keulen · 
 La Roue Tourangelle · 
 Rund um den Finanzplatz Eschborn-Frankfurt · 
 Ronde van de Somme · 
 ProRace Berlin · 
 Grote Prijs van Plumelec · 
 Boucles de l'Aulne · 
 Ronde van Zeeland Seaports · 
 Trofeo Melinda · 
 GP Kanton Aargau · 
 Ronde van Limburg · 
 Ronde van de Apennijnen · 
 Halle-Ingooigem · 
 Trofeo Matteotti · 
 Prueba Villafranca de Ordizia · 
 GP Industria & Artigianato-Larciano · 
 Ronde van Toscane · 
 Circuito de Getxo · 
 Polynormande · 
 RideLondon Classic · 
 GP Stad Zottegem · 
 Dutch Food Valley Classic · 
 Châteauroux Classic de l'Indre · 
 Druivenkoers Overijse · 
 Ronde van Veneto · 
 Schaal Sels · 
 Memorial Rik Van Steenbergen · 
 Brussels Cycling Classic · 
 GP Fourmies · 
 Ronde van de Doubs · 
 GP Jef Scherens · 
 Coppa Bernocchi · 
 Coppa Agostoni · 
 GP van Wallonië · 
 Ronde van de Drie Valleien · 
 Kampioenschap van Vlaanderen · 
 Memorial Marco Pantani · 
 Grote Prijs Impanis-Van Petegem · 
 GP van Isbergues · 
 GP Industria & Commercio di Prato · 
 Omloop van het Houtland · 
 Duo Normand · 
 Milaan-Turijn · 
 Ronde van Piëmont · 
 Ronde van het Münsterland · 
 Pro Cycling Marathon · 
 Ronde van de Vendée · 
 Memorial Frank Vandenbroucke · 
 Coppa Sabatini · 
 Parijs-Bourges · 
 Ronde van Emilia · 
 GP Beghelli · 
 Parijs-Tours · 
 Nationale Sluitingsprijs · 
 Ronde van Romagna · 
 Chrono des Nations